# Abbottina springeri
Abbottina springeri és una espècie de peix cipriniforme de la família dels ciprínids que es troba a Corea.